# Santa María Causa de nuestra Alegría (título cardenalicio)
Santa María Causa de nuestra Alegría es un título cardenalicio de la Iglesia Católica. Fue instituido por Francisco en 2023. Su primer titular es el cardenal Sebastian Francis, creado en el consistorio celebrado el 30 de septiembre de 2023.

## Titulares
- Sebastian Francis (30 de septiembre de 2023)